# CERT-KR
CERT-KR(Computer Emergency Response Team-KoRea)은 1995년, 당시 SERI 연구원으로 근무하던 임채호를 주축으로 설립된 인터넷 보안 침해사고 대응팀을 말한다. 1992년 SERI의 슈퍼 컴퓨터 CRAY 2S 침입사건, 1993년 서울대 및 하나망 해킹사건, 1994년 원자력연구소 및 한국망정보센터 해킹사건 등으로 인터넷 보안 관련 이슈가 등장하는 배경 속에서 국내 네트워크 관리자들도 미국 국방부의 CERT과 유사한 인터넷 보안 침해사고 대응팀 설립의 필요성을 느끼고 있었다. 1990년대 초반까지 네트워크 보안 문제가 발생하면 각 망(SDN (네트워크), 교육전산망, 연구전산망)에서 처리하다가 연구전산망에서 논의하는 체계로 바뀌었고, 1995년 네트워크 연구자들에 의해 CERT-KR(Computer Emergency Response Team-KoRea)가 설립되었다. 당시 한국전산망협의회에서 Forum of Incident Response and Security Teams 가입을 논의하기도 하였으나, 당시에는 가입이 이루어지지 않았다. 그러다가 1998년 한국인터넷진흥원이 설립되면서 그 산하에 KrCERT-CC(KOREA Computer Emergency Response Team Coordination Center)가 설치되었고, Forum of Incident Response and Security Teams에도 가입하였다.

## 같이 보기
- 인터넷침해사고대응지원센터
- 인터넷 보안